# Cảng Zeebrugge

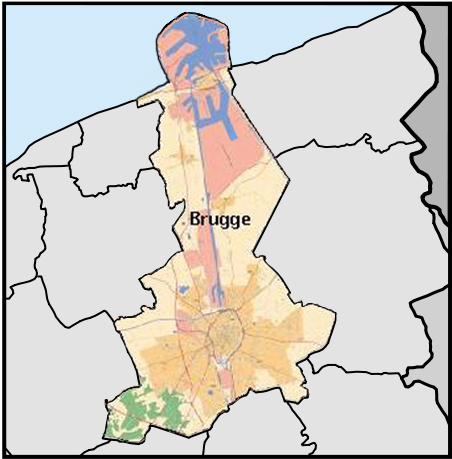
Bruges và khu vực cảng của Bruges-Zeebrugge (màu hồng)

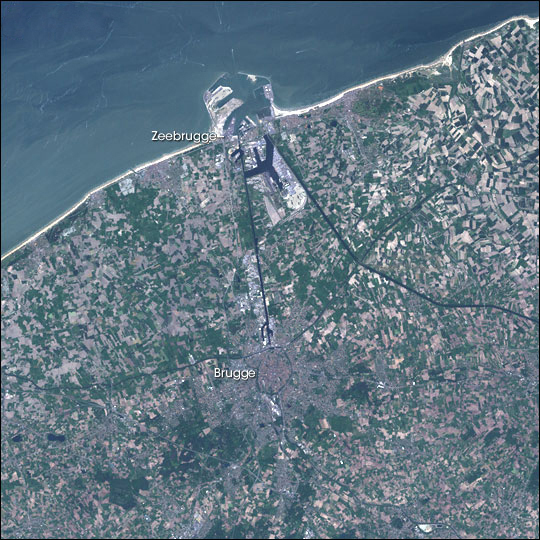
Hình ảnh vệ tinh của Bruges và Cảng

Cảng Zeebrugge (cũng được gọi là Port of Bruges-Zeebrugge hoặc cảng biển Bruges) là một cảng lớn vận chuyển container, hàng rời, xe mới và điểm cuối của phà chở khách  trong khu đô thị của thành phố Bruges, Flanders, Bỉ, xử lý hơn 50 triệu tấn hàng hóa hàng năm.
Cảng Zeebrugge được quản lý bởi chính quyền cảng MBZ (Maatschappij van de Brugse Zeehaven - dịch: 'Company of the Bruges Seaport'), một công ty tự trị được điều chỉnh bởi luật công, với thành phố Bruges là cổ đông chính..

## Tổng quan

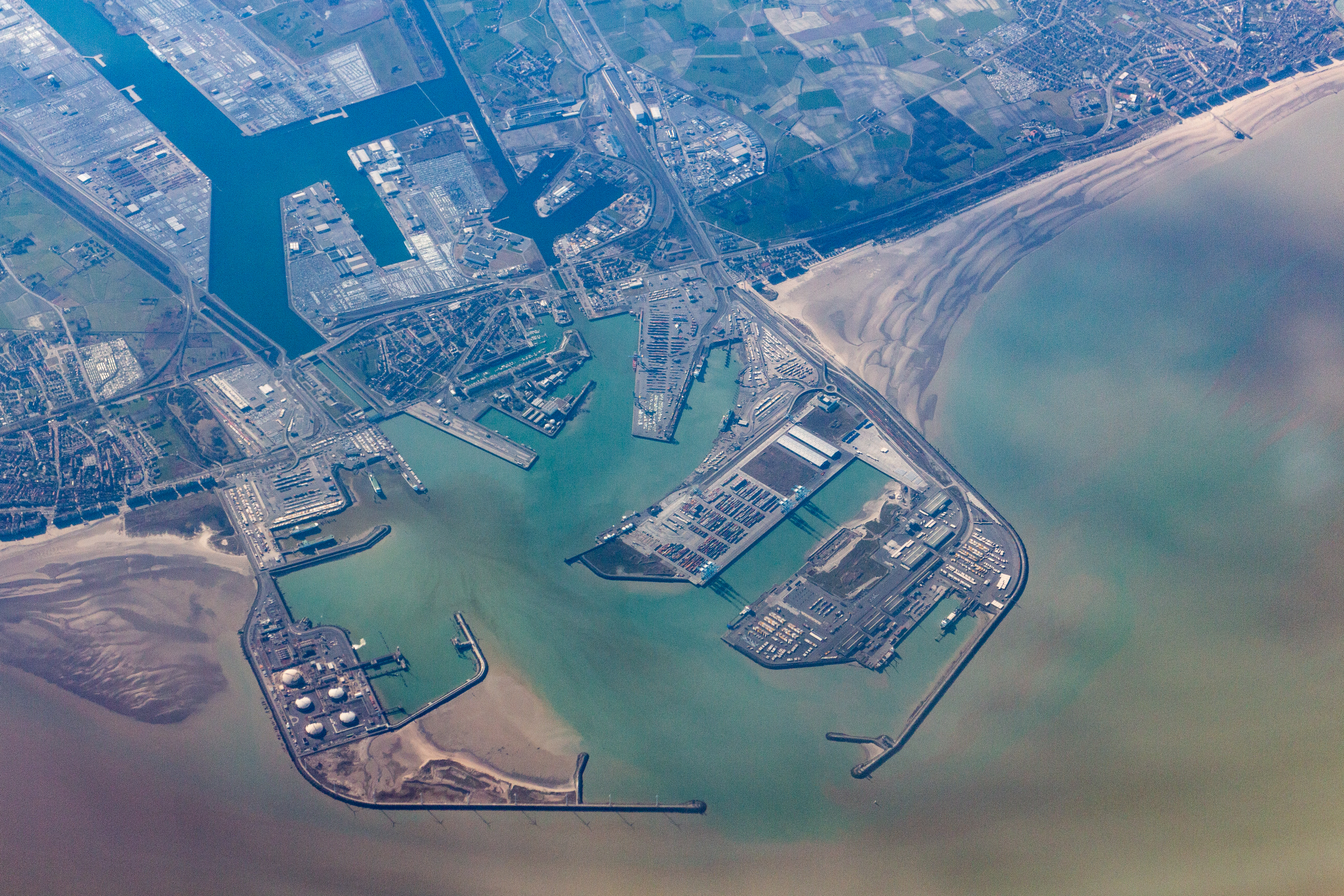
Cảng Brugge (Zeebrugge)

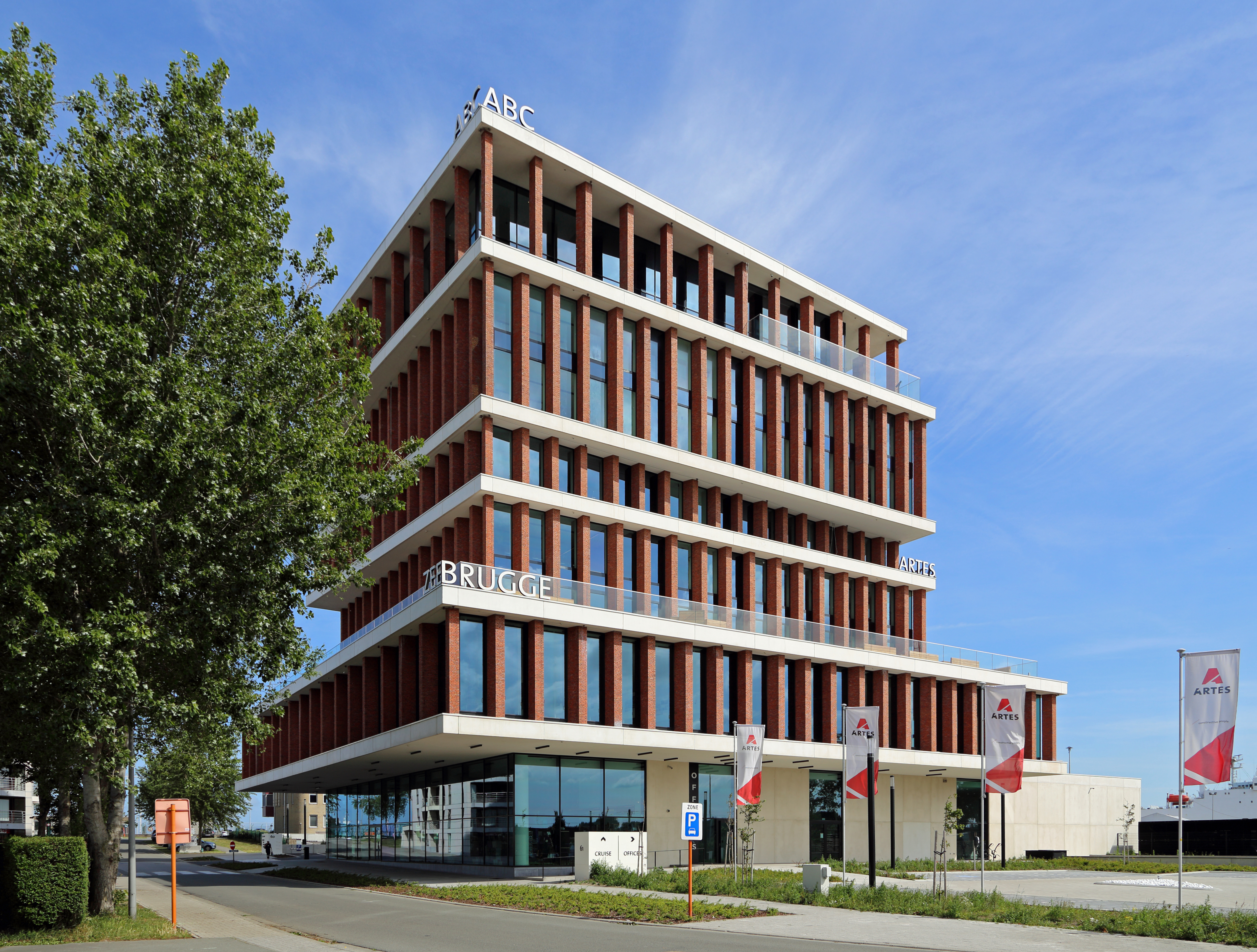
Nhà ga hành trình của Zeebrugge

Zeebrugge là một cảng đa dạng xử lý một loạt các ngành nghề: nhập các đơn vị chuyên chở (rơ moóc và container), xe hơi mới, hàng hóa thông thường, hàng hóa 'cao & nặng', hàng rời và chất lỏng lỏng và khí tự nhiên. Từ một cảng quá cảnh thuần túy Zeebrugge đã dần dần phát triển thành một trung tâm phân phối châu Âu.